# Unione Sportiva Sassuolo Calcio 2010-2011
Questa voce raccoglie le informazioni riguardanti l'Unione Sportiva Sassuolo Calcio nelle competizioni ufficiali della stagione 2010-2011.

## Stagione
Nella stagione 2010-2011 la squadra neroverde termina al 16º posto, evitando per un solo punto il Play-out. Nel girone d'andata la squadra raccoglie 21 punti in 21 gare in quart'ultima posizione, viene allora esonerato il mister Daniele Arrigoni per far spazio a Angelo Gregucci. Nel girone di ritorno il Sassuolo mette insieme 30 punti, terminando la stagione con 51 punti. Nella Coppa Italia il Sassuolo entra in scena nel secondo turno eliminando (3-1) il Monza, poi nel terzo turno esce dal torneo, superato (2-0) dal Chievo.

## Divise e sponsor
La maglia casalinga è a strisce verticali nero-verde, quella per la trasferta bianca con alcuni ricami verdi e la terza divisa completamente blu.
Lo sponsor tecnico è la Sportika, mentre lo sponsor ufficiale è la Mapei.

## Organigramma societario
Area direttiva
- Presidente: Carlo Rossi
- Vicepresidenti: Lauro Silvestrini, dott. Sergio sassi
- Amministratore delegato: dott. Sergio Sassi
- Socio: dott. Giorgio Squinzi, Enzo Castelli
- Consigliere: dott. Giorgio Squinzi
- Relazioni esterne: Remo Morini
- Marketing: Remo Morini
- Segretario sportivo Gerardo Esposito

Area organizzativa
- Team manager: Andrea Tarozzi

Area tecnica
- Direttore generale: Nereo Bonato
- Direttore sportivo: Nereo Bonato
- Allenatore: Daniele Arrigoni (fino al 3 ottobre 2010), Angelo Gregucci (fino al 9 maggio 2011), Paolo Mandelli
- All. in seconda:Nicola Cancelli (fino al 3 ottobre 2010)
- Collaboratore tecnico: Giuseppe Ton (dal 4 ottobre 2010), Luca Luzardi, Alessandro Ciullini (dal 4 ottobre 2010)
- Preparatore atletico: Luca Morellini, Carlo Spignoli
- Allenatore dei portieri: Alberto Bartoli
- Responsabile sanitario: dott. Donato Rutigliano
- Fisioterapista: Diego Mantovani (fino al 17 gennaio 2011), Stefano Prampolini
- Massaggiatore: Gennady Belenkyi (fino al 30 dicembre 2010), Pierpaolo Vecchi
- Responsabile Magazzino: Alfonso De Santo

## Rosa
| N. |                      | Ruolo | Calciatore                      |
| -- | -------------------- | ----- | ------------------------------- |
| 2  | Italia (bandiera)    | C     | Andrea De Falco                 |
| 3  | Italia (bandiera)    | D     | Nicola Donazzan                 |
| 4  | Italia (bandiera)    | C     | Francesco Magnanelli (capitano) |
| 5  | Italia (bandiera)    | D     | Mauro Minelli                   |
| 5  | Ghana (bandiera)     | C     | Raman Chibsah                   |
| 6  | Italia (bandiera)    | D     | Marco Piccioni (vice capitano)  |
| 7  | Italia (bandiera)    | A     | Gaetano Masucci                 |
| 8  | Italia (bandiera)    | C     | Luigi Riccio                    |
| 9  | Italia (bandiera)    | A     | Salvatore Bruno                 |
| 10 | Italia (bandiera)    | A     | Daniele Martinetti              |
| 11 | Italia (bandiera)    | C     | Michele Troiano                 |
| 12 | Italia (bandiera)    | P     | Alfonso Della Corte             |
| 13 | Italia (bandiera)    | C     | Roberto Candido                 |
| 14 | Italia (bandiera)    | C     | Alberto Vaccari                 |
| 15 | Italia (bandiera)    | C     | Simone Pecorini                 |
| 16 | Australia (bandiera) | C     | Carl Valeri                     |
| 17 | Italia (bandiera)    | P     | Alberto Pomini                  |
| 18 | Italia (bandiera)    | A     | Alessandro Noselli              |
| 19 | Italia (bandiera)    | D     | Angelo Rea                      |
| 20 | Italia (bandiera)    | C     | Massimiliano Fusani             |

| N. |                     | Ruolo | Calciatore          |
| -- | ------------------- | ----- | ------------------- |
| 21 | Italia (bandiera)   | A     | Daniele Quadrini    |
| 22 | Italia (bandiera)   | D     | Paolo Bianco        |
| 23 | Italia (bandiera)   | A     | Mario Titone        |
| 23 | Italia (bandiera)   | D     | Luca Benedetti      |
| 24 | Albania (bandiera)  | D     | Kastriot Dermaku    |
| 25 | Italia (bandiera)   | D     | Antonio Bocchetti   |
| 26 | Italia (bandiera)   | D     | Tiziano Polenghi    |
| 27 | Italia (bandiera)   | D     | Nicolò Consolini    |
| 29 | Italia (bandiera)   | P     | Andrea Vaccarini    |
| 30 | Italia (bandiera)   | A     | Andrea Vignali      |
| 31 | Italia (bandiera)   | C     | Alex Lodovisi       |
| 32 | Italia (bandiera)   | P     | Walter Bressan      |
| 33 | Italia (bandiera)   | A     | Andrea Catellani    |
| 35 | Italia (bandiera)   | D     | Sebastiano Girelli  |
| 53 | Svizzera (bandiera) | D     | Jonathan Rossini    |
| 83 | Italia (bandiera)   | D     | Gianluigi Bianco    |
| 89 | Italia (bandiera)   | C     | Antonio Cinelli     |
| 91 | Italia (bandiera)   | D     | Pellegrino Albanese |
| 92 | Italia (bandiera)   | A     | Riccardo Barbuti    |
| 93 | Italia (bandiera)   | A     | Vincenzo Ferrara    |

## Calciomercato

### Sessione estiva(dall'1/7 all'1/9)
| Acquisti | Acquisti            | Acquisti     | Acquisti                         |
| R.       | Nome                | da           | Modalità                         |
| -------- | ------------------- | ------------ | -------------------------------- |
| P        | Andrea Vaccarini    | Ancona       | svincolato                       |
| D        | Sebastiano Girelli  | Reggiana     | fine prestito                    |
| D        | Gianluigi Bianco    | Sampdoria    | prestito                         |
| D        | Paolo Bianco        | Atalanta     | definitivo                       |
| D        | Nicola Donazzan     | Mantova      | definitivo                       |
| D        | Luca Paradisi       | Bologna      | prestito                         |
| D        | Alessandro Guidetti | Reggiana     | prestito                         |
| C        | Michele Troiano     | Modena       | definitivo                       |
| C        | Raffaele Conforto   | Inter        | rinnovo comp.                    |
| C        | Antonio Cinelli     | Lazio        | comproprietà                     |
| C        | Carl Valeri         | Grosseto     | definitivo                       |
| C        | Roberto Candido     | Inter        | prestito                         |
| C        | Simone Pecorini     | Inter        | prestito con diritto di riscatto |
| C        | Davide Tonelli      | Modena       | definitivo                       |
| C        | Tommaso Paganelli   | Castellarano | definitivo                       |
| C        | Andrea De Falco     | Chievo       | prestito con diritto di riscatto |
| C        | Davide Rampinini    | Olginatese   | definitivo                       |
| A        | Diego Mella         | Inter        | prestito con diritto di riscatto |
| A        | Daniele Martinetti  | Arezzo       | definitivo                       |
| A        | Leonardo Pavoletti  | Pavia        | definitivo                       |
| A        | Davide Luppi        | Manfredonia  | definitivo                       |
| A        | Nicola Ferrari      | Manfredonia  | definitivo                       |
| A        | Andrea Catellani    | Catania      | prestito                         |
| A        | Salvatore Bruno     | Modena       | svincolato                       |

| Cessioni | Cessioni           | Cessioni      | Cessioni      |
| R.       | Nome               | a             | Modalità      |
| -------- | ------------------ | ------------- | ------------- |
| P        | Alberto Gallinetta | Inter         | definitivo    |
| D        | Leonardo Massoni   | Verona        | rinnovo comp. |
| D        | Jonathan Rossini   | Sampdoria     | fine prestito |
| D        | Gianluigi Bianco   | Sampdoria     | fine prestito |
| D        | Marco Gorzegno     | Brescia       | fine prestito |
| C        | Simone Iocolano    | Bassano       | rinnovo comp. |
| C        | Davide Rampinini   | Sambonifacese | comproprietà  |
| C        | Emiliano Salvetti  | fine carriera |               |
| D        | Milan Jirásek      | Inter         | fine prestito |
| C        | Michel Brini Ferri | Viareggio     | definitivo    |
| C        | Alessio Cristani   | Viareggio     | definitivo    |
| C        | Giorgio Schiavini  | Fano          | prestito      |
| A        | Davide Luppi       | Viareggio     | comproprietà  |
| A        | Leonardo Pavoletti | Juve Stabia   | comproprietà  |
| A        | Nicola Ferrari     | Fano          | comproprietà  |
| A        | Mame Baba Thiam    | Inter         | comproprietà  |
| A        | Diego Falcinelli   | Foligno       | comproprietà  |
| A        | Riccardo Zampagna  | Carrarese     | definitivo    |

### Sessione invernale(dall'3/1 all'31/1)
| Acquisti | Acquisti           | Acquisti    | Acquisti   |
| R.       | Nome               | da          | Modalità   |
| -------- | ------------------ | ----------- | ---------- |
| D        | Antonio Bocchetti  | Frosinone   | prestito   |
| D        | Jonathan Rossini   | Sampdoria   | prestito   |
| A        | Leonardo Pavoletti | Juve Stabia | definitivo |

| Cessioni | Cessioni           | Cessioni        | Cessioni      |
| R.       | Nome               | a               | Modalità      |
| -------- | ------------------ | --------------- | ------------- |
| D        | Gianluigi Bianco   | Sampdoria       | fine prestito |
| D        | Mauro Minelli      | Frosinone       | definitivo    |
| A        | Gaetano Masucci    | Frosinone       | prestito      |
| A        | Leonardo Pavoletti | Casale          | prestito      |
| A        | Mario Titone       | Virtus Lanciano | prestito      |

## Risultati

### Campionato

#### Girone di andata
| Arbitro: | Tommasi (Bassano del Grappa) |

|  |           |                                                 |
|  | Marcatori | 38’, 45+1’ Masucci 41’ Catellani 67’ Martinetti |

| Arbitro: | Bagalini (Fermo) |

|               |           |                     |
| Catellani 60’ | Marcatori | 45+1’ (rig.) Caridi |

| Arbitro: | Ciampi (Roma) |

|             |           |  |
| Gerardi 13’ | Marcatori |  |

| Arbitro: | Doveri (Roma) |

|               |           |                      |
| Catellani 18’ | Marcatori | 3’ Iunco 85’ Sgrigna |

| Arbitro: | Velotto (Grosseto) |

|                               |           |                |
| Bruno 56’ (rig.) De Falco 68’ | Marcatori | 70’ Martinelli |

| Arbitro: | Cervellera (Taranto) |

|                  |           |  |
| Napoli 6’, 90+3’ | Marcatori |  |

| Arbitro: | Guida (Torre Annunziata) |

|  |           |                           |
|  | Marcatori | 14’ Ardemagni 28’ Ruopolo |

| Arbitro: | Gallione (Alessandria) |

|           |           |  |
| Gessa 68’ | Marcatori |  |

| Arbitro: | N. Stefanini (Prato) |

|                |           |             |
| Piovaccari 32’ | Marcatori | 41’ Troiano |

| Arbitro: | Nasca (Bari) |

|  |           |              |
|  | Marcatori | 18’ S. Motta |

| Arbitro: | Pinzani (Empoli) |

|              |           |             |
| Bellucci 20’ | Marcatori | 90’ Troiano |

| Arbitro: | Velotto (Grosseto) |

|                                                  |           |                                     |
| Bruno 4’, 19’ (rig.) Noselli 90+1’ Masucci 90+5’ | Marcatori | 6’ Reginaldo 21’ (rig.), 37’ Calaiò |

| Arbitro: | Palazzino (Ciampino) |

|                             |           |                |
| Momentè 52’ Foglio 53’, 71’ | Marcatori | 90+1’ Quadrini |

| Arbitro: | Merchiori (Ferrara) |

|  |           |            |
|  | Marcatori | 45’ Lupoli |

| Arbitro: | Giacomelli (Trieste) |

|                         |           |             |
| Cellini 29’ Tripoli 66’ | Marcatori | 88’ Noselli |

| Modena 20 novembre 2010, ore 15:00 CET 16ª giornata | Sassuolo           | 0 – 0 referto | Triestina | Stadio Alberto Braglia (2.085 spett.)\| Arbitro: \| Baracani (Firenze) \| |
| Arbitro:                                            | Baracani (Firenze) |               |           |                                                                           |

| Arbitro: | Gallione (Alessandria) |

|  |           |              |
|  | Marcatori | 55’ Quadrini |

| Arbitro: | Doveri (Roma) |

|             |           |           |
| Noselli 69’ | Marcatori | 11’ Cacia |

| Arbitro: | Calvarese (Teramo) |

|          |           |  |
| Succi 8’ | Marcatori |  |

| Arbitro: | Ostinelli (Como) |

|                                           |           |                                          |
| Martinetti 17’, 24’, 40’, 75’ Noselli 69’ | Marcatori | 23’ Stellone 74’ Sansone 90+1’ Santoruvo |

| Reggio Calabria 8 gennaio 2011, ore 15:00 CET 21ª giornata | Reggina          | 0 – 0 referto | Sassuolo | Stadio Oreste Granillo (4.356 spett.)\| Arbitro: \| Giancola (Vasto) \| |
| Arbitro:                                                   | Giancola (Vasto) |               |          |                                                                         |

#### Girone di ritorno
| Arbitro: | Massa (Imperia) |

|             |           |  |
| Troiano 84’ | Marcatori |  |

| Arbitro: | Baratta (Salerno) |

|            |           |  |
| Caridi 36’ | Marcatori |  |

| Arbitro: | Candussio (Cervignano del Friuli) |

|  |           |         |
|  | Marcatori | 59’ Piá |

| Arbitro: | Calvarese (Teramo) |

|                       |           |                          |
| R. Bianchi 31’ (rig.) | Marcatori | 55’, 69’ (rig.) De Falco |

| Arbitro: | Bagalini (Fermo) |

|                |           |               |
| Abbruscato 76’ | Marcatori | 46’ Catellani |

| Arbitro: | Merchiori (Ferrara) |

|                       |           |  |
| Bruno 1’ De Falco 75’ | Marcatori |  |

| Arbitro: | Giacomelli (Trieste) |

|             |           |  |
| Barreto 61’ | Marcatori |  |

| Arbitro: | Baracani (Firenze) |

|                        |           |  |
| Piccioni 19’ Bruno 46’ | Marcatori |  |

| Arbitro: | Pinzani (Empoli) |

|           |           |                       |
| Bruno 35’ | Marcatori | 55’ (rig.) Piovaccari |

| Novara 12 marzo 2011, ore 15:00 CET 31ª giornata | Novara           | 0 – 0 referto | Sassuolo | Stadio Silvio Piola (3.673 spett.)\| Arbitro: \| Ostinelli (Como) \| |
| Arbitro:                                         | Ostinelli (Como) |               |          |                                                                      |

| Arbitro: | Tommasi (Bassano del Grappa) |

|                |           |             |
| Magnanelli 75’ | Marcatori | 2’ A. Perna |

| Arbitro: | Nasca (Bari) |

|                                               |           |  |
| Calaiò 1’, 33’ Reginaldo 51’ Mastronunzio 79’ | Marcatori |  |

| Arbitro: | Velotto (Grosseto) |

|                |           |  |
| De Falco 90+3’ | Marcatori |  |

| Ascoli Piceno 9 aprile 2011, ore 15:00 CEST 35ª giornata | Ascoli        | 0 – 0 referto | Sassuolo | Stadio Cino e Lillo Del Duca (5.704 spett.)\| Arbitro: \| Ciampi (Roma) \| |
| Arbitro:                                                 | Ciampi (Roma) |               |          |                                                                            |

| Arbitro: | Merchiori (Ferrara) |

|                      |           |             |
| Claiton 90+3’ (aut.) | Marcatori | 76’ Claiton |

| Arbitro: | Tozzi (Ostia Lido) |

|                               |           |         |
| Testini 38’ (rig.) Godeas 57’ | Marcatori | 74’ Rea |

| Arbitro: | Baratta (Salerno) |

|             |           |  |
| Quadrini 1’ | Marcatori |  |

| Arbitro: | Guida (Torre Annunziata) |

|             |           |  |
| Piccolo 46’ | Marcatori |  |

| Arbitro: | Baracani (Firenze) |

|  |           |                 |
|  | Marcatori | 60’ El Shaarawy |

| Arbitro: | Tommasi (Bassano del Grappa) |

|               |           |                                    |
| Cesaretti 39’ | Marcatori | 12’ (rig.) Quadrini 51’ Magnanelli |

| Arbitro: | Velotto (Grosseto) |

|                                     |           |                          |
| Consolini 38’ Martinetti 45+2’, 65’ | Marcatori | 20’ Montiel 81’ A. Viola |

### Coppa Italia
| Arbitro: | Gallione (Alessandria) |

|                                    |           |          |
| Bruno 15’ Masucci 25’ Riccio 90+2’ | Marcatori | 45’ Samb |

| Arbitro: | Peruzzo (Schio) |

|                              |           |  |
| Mandelli 43’ Moscardelli 80’ | Marcatori |  |

## Statistiche

### Statistiche di squadra
| Competizione | Punti | In casa | In casa | In casa | In casa | In casa | In casa | In trasferta | In trasferta | In trasferta | In trasferta | In trasferta | In trasferta | Totale | Totale | Totale | Totale | Totale | Totale | DR |
| Competizione | Punti | G       | V       | N       | P       | Gf      | Gs      | G            | V            | N            | P            | Gf           | Gs           | G      | V      | N      | P      | Gf     | Gs     | DR |
| ------------ | ----- | ------- | ------- | ------- | ------- | ------- | ------- | ------------ | ------------ | ------------ | ------------ | ------------ | ------------ | ------ | ------ | ------ | ------ | ------ | ------ | -- |
| Serie B      | 51    | 21      | 9       | 6       | 6       | 27      | 22      | 21           | 4            | 6            | 11           | 15           | 24           | 42     | 13     | 12     | 17     | 42     | 46     | -4 |
| Coppa Italia | -     | 1       | 1       | 0       | 0       | 3       | 1       | 1            | 0            | 0            | 1            | 0            | 2            | 2      | 1      | 0      | 1      | 3      | 3      | 0  |